# John Major
Sir John Major, KG, CH (sinh ngày 29 tháng 3 năm 1943) là một chính trị gia thuộc Đảng Bảo thủ người Anh. Ông từng là Thủ tướng Chính phủ của Vương quốc Anh và lãnh đạo của Đảng Bảo thủ từ năm 1990 đến năm 1997.
Major từng là trợ tá cho Bộ trưởng Tài chính và Bộ trưởng Ngoại giao trong chính phủ Thatcher, và là thành viên của Quốc hội đại biểu cho Huntingdon từ năm 1979 đến năm 2001. Mặc dù, theo Malcolm Rifkind, Major đã là "một sự thất vọng lớn cho Thatcher", ông vẫn là lựa chọn ưa thích của bà như là người kế nhiệm với hy vọng rằng bà Thatcher sẽ "tiếp tục trong kiểm soát đất nước từ phía sau hậu trường". Chỉ trong vòng vài tuần sau khi trở thành Thủ tướng, ông chủ trì việc tham chiến của Anh trong cuộc chiến tranh vùng Vịnh tháng 3 năm 1991 và tuyên bố đã thương lượng "Game, set và trận đấu cho nước Anh" tại cuộc đàm phán về Hiệp ước Maastricht vào tháng 12 năm 1991. Mặc dù nền kinh tế Anh đang trong tình trạng suy thoái, ông tiếp tục lãnh đạo đảng Bảo thủ chiến thắng cuộc bầu cử thứ tư liên tiếp, giành được nhiều phiếu nhất trong lịch sử bầu cử của Anh với hơn 14 triệu phiếu bầu trong cuộc tổng tuyển cử năm 1992 mặc dù với đa số giảm mạnh tại Hạ viện. Hiện tại ông là lãnh đạo Đảng Bảo thủ cuối cùng giành chiến thắng với đa số phiếu áp đảo tại một cuộc tổng tuyển cử.
Giai đoạn làm Thủ tướng của ông là giai đoạn thế giới trải qua một giai đoạn chuyển tiếp chính trị và quân sự sau khi kết thúc Chiến tranh Lạnh. Điều này bao gồm sự hình thành của Liên minh châu Âu, một vấn đề mà đã là nguồn gốc của tranh cãi trong Đảng Bảo thủ do tầm quan trọng của nó bên cạnh sự thất thế của Margaret Thatcher. Ngay sau khi tái đắc cử, Chính phủ của Major đã chịu trách nhiệm rút Vương quốc Anh khỏi Cơ chế Tỷ giá hối đoái (ERM) sau sự kiện lịch sử Thứ tư Đen ngày 16 tháng 9 năm 1992 Sự kiện này đã dẫn đến mất niềm tin vào chính sách kinh tế của chính phủ của ông và từ đó trở đi Major không bao giờ hoàn toàn có thể dẫn đầu trong các cuộc thăm dò ý kiến một lần nào nữa.
Mặc dù sự hồi sinh cuối cùng của tăng trưởng kinh tế cùng các thành công khác như sự khởi đầu của tiến trình hòa bình Bắc Ireland, vào giữa những năm 1990, đảng Bảo thủ đã bị lôi kéo vào các vụ bê bối liên tục liên quan đến các nghị sĩ khác nhau bao gồm Bộ trưởng Nội các. Chỉ trích về khả năng lãnh đạo của Major lên cao đến mức ông đã từ chức lãnh đạo Đảng Bảo thủ trong tháng 6 năm 1995, thách thức những người chỉ trích mình chọn lựa ủng hộ hay thách thức đối thủ của ông, John Redwood, nhưng ông đã dễ dàng tái đắc cử. Đến thời điểm đó, Đảng Lao động được coi là một lựa chọn đáng tin cậy và cải cách dưới sự lãnh đạo của Tony Blair và một số lượng lớn các cuộc bầu cử không thành công làm Chính phủ của Major cuối cùng thua trong cuộc tổng tuyển cử năm 1997. Đây tại một trong những thất bại bầu cử lớn nhất kể từ khi Đạo luật cải cách vĩ đại ra đời năm 1832.
Sau thất bại, ông từ chức lãnh đạo đảng Bảo thủ và được William Hague thay thế. Ông đã nghỉ hưu, từ giã hoạt động chính trị, rời khỏi Hạ viện tại cuộc tổng tuyển cử năm 2001. Hiện nay, ông là cựu Thủ tướng Anh cao tuổi nhất.